# Éthéphon
L’éthéphon se décompose en éthylène qui est un régulateur de croissance des plantes. L'acide est synthétisé à partir de trichlorure de phosphore et d'oxyde d'éthylène. Il se décompose en éthylène, phosphate et ion chlorure dans des solutions aqueuses à pH > 4. L'éthéphon est un des régulateurs de croissance les plus importants économiquement parlant.

## Usage dans l'alimentation et toxicologie
L'éthéphon est un éthylène de synthèse utilisé pour accélérer la croissance et la coloration de beaucoup de fruits et légumes dont l'ananas qu'il colore en jaune ou jaune-orangé. Utilisé en quantité excessive, il peut être cancérigène ou corrosif pour les muqueuses.